# Loa Falkman
Carl Johan "Loa" Falkman (Stoccolma, 24 luglio 1947) è un attore e baritono svedese, vincitore del premio Guldbagge come miglior attore nel 1996.

## Biografia
Studente dell'Opera reale svedese, al termine del ciclo di studi debutta nello stesso teatro della capitale nei ruoli principali di opere come Papageno ne Il flauto magico di Mozart, Figaro ne Il barbiere di Siviglia di Rossini.
Nella seconda metà degli anni ottanta debutta in una pellicola cinematografica.

## Vita privata
Figlio dello scrittore Carl, è fratello del presentatore televisivo Per. Sposato con la ballerina Rosy Falkman Jauckens ha due figli. Il diminutivo Loa deriva dall'errata pronuncia del suo nome quando era bambino.

## Filmografia

### Cinema
- La tragédie de Carmen, regia di Peter Brook (1983)
- Åke och hans värld, regia di Allan Edwall (1984)
- Pensione Oskar (Pensionat Oskar), regia di Susanne Bier (1993)
- Kronjuvelerna, regia di Ella Lemhagen (2011)

### Televisione
- Cleo, regia di Leif Lindblom (2002-2003)

## Premi e riconoscimenti
Guldbagge
1996 - Miglior attore - Pensione Oskar
Litteris et Artibus 2002